# Лонгрей
Лонгре́й (фр. Longraye) — коммуна во Франции, находится в регионе Нижняя Нормандия. Департамент коммуны — Кальвадос. Входит в состав кантона Комон-л’Эванте. Округ коммуны — Байё.
Код INSEE коммуны — 14376.

## Население
Население коммуны на 2010 год составляло 240 человек.
| 1962 | 1968 | 1975 | 1982 | 1990 | 1999 | 2010 |
| ---- | ---- | ---- | ---- | ---- | ---- | ---- |
| 218  | 225  | 236  | 248  | 237  | 206  | 240  |

## Экономика
В 2010 году среди 156 человек трудоспособного возраста (15—64 лет) 123 были экономически активными, 33 — неактивными (показатель активности — 78,8 %, в 1999 году было 77,7 %). Из 123 активных жителей работали 109 человек (61 мужчина и 48 женщин), безработных было 14 (4 мужчины и 10 женщин). Среди 33 неактивных 15 человек были учениками или студентами, 9 — пенсионерами, 9 были неактивными по другим причинам.